# Petrología ígnea

Álcali total (Na_{2}O+K_{2}O) versus sílice (SiO_{2}), o TAS, sistema de clasificación de rocas ígneas

La petrología ígnea es el estudio de las rocas ígneas, es decir, aquellas que se forman a partir de magma. Como rama de la geología, la petrología ígnea está estrechamente relacionada con la vulcanología, la tectonofísica y la petrología en general. El estudio moderno de las rocas ígneas utiliza una serie de técnicas, algunas de ellas desarrolladas en los campos de la química, la física u otras Ciencias de la Tierra. La petrografía, la cristalografía y los estudios isotópicos son métodos comunes utilizados en petrología ígnea.

## Métodos

### Determinación de la composición química
La composición de rocas y minerales ígneos se puede determinar mediante una variedad de métodos de diferente facilidad, costo y complejidad. El método más sencillo es la observación de muestras grandes a simple vista y/o con una lupa. Esto se puede utilizar para medir la composición mineralógica general de la roca, lo que da una idea de la composición. Una forma más precisa, pero aún relativamente económica, de identificar minerales (y, por tanto, la composición química general de la roca) con un microscopio petrográfico. Estos microscopios tienen placas polarizadoras, filtros y una lente conoscópica que permiten al usuario medir una variedad de propiedades cristalográficas. Otro método para determinar la mineralogía es utilizar la difracción de rayos X, en la que una muestra en polvo se bombardea con rayos X y el espectro resultante de orientaciones cristalográficas se compara con un conjunto de estándares. Una de las formas más precisas de determinar la composición química es mediante el uso de una microsonda electrónica, en la que se toman muestras de pequeñas manchas de materiales. Los análisis con microsonda electrónica pueden detectar tanto la composición masiva como la composición de elementos traza.

### Métodos de datación
La datación de las rocas ígneas determina cuándo el magma se solidificó en roca. Los isótopos radiogénicos se utilizan frecuentemente para determinar la edad de las rocas ígneas.

#### Datación potasio-argón
En este método de datación, la cantidad de 40Ar atrapada en una roca se compara con la cantidad de 40K en la roca para calcular la cantidad de tiempo que el 40K deben haber estado descomponiéndose en la roca sólida para producir el 40Ar presente.

#### Datación rubidio-estroncio
La datación rubidio-estroncio se basa en la desintegración natural del 87 Rb a 87 Sr y el diferente comportamiento de estos elementos durante la cristalización fraccionada del magma. Tanto el Sr como el Rb se encuentran en la mayoría de los magmas; sin embargo, a medida que se produce la cristalización fraccionada, el Sr tenderá a concentrarse en cristales de plagioclasa,mientras que el Rb permanecerá en la masa fundida durante más tiempo. El 87Rb se desintegra de modo que cada 1.42×1011 años la mitad se convierte en 87Sr. Conociendo la constante de desintegración y la cantidad de 87Rb y 87Sr en una roca, es posible calcular el tiempo que el 87Rb debe haber necesitado antes de que la roca alcanzara la temperatura de cierre para producir todo el 87 Sr, considerando aún que hubo 87Sr no producida por 87 Rb en el cuerpo magmático. Los valores iniciales de 87 Sr, cuando el magma inició su cristalización fraccionada, podrían estimarse conociendo las cantidades de 87 Rb y 87 Sr de dos rocas ígneas producidas en diferentes momentos por un mismo cuerpo magmático.

#### Otros métodos
Los principios estratigráficos pueden resultar útiles para determinar la edad relativa de las rocas volcánicas. La tefrocronología es la aplicación más común de la datación estratigráfica en rocas volcánicas.

### Métodos de termobarometría
En petrología, el mineral clinopiroxeno se utiliza para calcular la temperatura y presión del magma que produjo la roca ígnea que contiene este mineral. La termobarometría de clinopiroxeno es uno de varios geotermobarómetros. Dos cosas hacen que este método sea especialmente útil: primero, el clinopiroxeno es un fenocristal común en rocas ígneas fácil de identificar; y en segundo lugar, la cristalización del componente jadeíta del clinopiroxeno implica un crecimiento del volumen molar siendo, por tanto, un buen indicador de presión.

## Petrólogos ígneos notables
- Norman L. Bowen
- Nicolas Desmarest
- Louis Cordier
- Harry von Eckermann
- Alfred Lacroix
- Akiho Miyashiro
- Paul Niggli
- Hans Ramberg
- Jakob Sederholm
- Albert Streckeisen
- Marjorie Wilson
- Peter John Wyllie
- Lawrence Wager